# 斯特羅埃什蒂鄉
45°05′N 23°54′E / 45.083°N 23.900°E
斯特羅埃什蒂鄉（羅馬尼亞語：Comuna Stroești, Vâlcea），是羅馬尼亞的鄉份，位於該國西南部，由沃爾恰縣負責管轄，處於布加勒斯特以西190公里，每年平均降雨量1,109毫米，海拔高度509米，2002年人口3,080。